# Rebujas Rock
El Rebujas Rock fue un festival de música rock que se celebró cada mes de septiembre en el pueblo de San Mateo, Cantabria desde 1997 hasta 2021.

## Historia
El 18 de septiembre de 1997 comenzó en la Villa de San Mateo un nuevo evento dentro del tradicional programa festivo, el Rebujas Rock. La idea del evento surgió a raíz de la entrada de una nueva generación de jóvenes en la directiva de la Sociedad Cultural y Deportiva Rebujas.
En los inicios se entremezclaban grupos locales de rock y folk ante unas 600 personas de media de asistencia. En el año 1999 actúa en el festival el primer grupo de fuera de Cantabria, los madrileños de Desastre. Ya el siguiente año con Porretas como cabeza de cartel se cambia la ubicación del festival a la Campa del Pilaro. Con el paso de los años el festival ha continuado creciendo gracias a las señas de identidad iniciales: entrada y acampada gratuita y una gestión sin ánimo de lucro, llegando a la cifra de 15.000 personas y convirtiéndose en una referencia a nivel nacional.

Desde 2002, el Rebujas Rock se va dedicado a la memoria de Gabriel Gutiérrez Laguillo.
En 2009 como novedad salde a la luz una canción homenaje al Festival: «Que no amanezca»,con letra de Alfonso (DESASTRE) en la que colaboran, Fernando Madina de Reincidentes, Enrique el Drogas de Barricada, Kutxi Romero Marea, Rulo La Fuga y Carlos Mohamed de Mägo de Oz; además de homenaje, sirve para reivindicar la histórica condición de San Mateo como pueblo evitando así su desaparición. Es el primer trabajo musical que se edita en toda la larga historia del pueblo y sale fruto al trabajo de la Sociedad Cultural y Deportiva Rebujas.
En el año 2020 debido a la crisis sanitaria del Covid-19 el festival se realizó por primera vez sin público y por streaming. Un año después el festival debido a las restricciones sanitarias del Covid-19 se realizó por primera vez en tres jornadas y con una entrada simbólica de 5 euros. Además el festival se desarrolló en la primera ubicación "Cubierta La Cancha de San Mateo".
En el año 2022 el evento dejó de realizarse por primera vez en 25 años debido a las exigencias del permiso municipal.

## Carteles
- 1997. La Humera - Atlántica
- 1998. La Fuga - La Humera - Karonte - De Entramborrios - Mordor
- 1999. La Fuga - Desastre - La Burla - De Entraborrios
- 2000. Porretas - Desastre - De Entramborrios
- 2001. Marea - Canallas - Vantroi - Perezosos - Desastre
- 2002. El Último Ke Zierre - Segismundo Toxicómano - Desastre - Apuraos - The Birras - Silencio Absoluto - Yason seis
- 2003. Rata Blanca - Ars Amandi - Possesiön - Desastre - Mala Reputación - Conocimiento Zero
- 2004. Reincidentes - Sublevados - Forraje - Propaganda - Amusia
- 2005. Sugarless - Porretas - Desastre - Los Nadie - Sin KoncienZia
- 2006. Hamlet - Boikot - Estrago - Ars Amandi - Propaganda - Toumai
- 2007. Los Suaves - Kaotiko - Poncho K - Eslabón - Blind Dogs
- 2008. Barricada - Koma - Desastre - Kloakao
- 2009. Rosendo - Fe De Ratas - Desastre - King Size Co.
- 2010. Soziedad Alkoholika - Lendakaris Muertos - Hora Zulu - Desastre - A-Tono
- 2011. Txarrena - Gatillazo - Bocanada - Desastre - De Entramborrios
- 2012. Koma - Hora Zulu - Obrint Pas - Desastre - Benito Kamelas - Emboque
- 2013. El Drogas - Kaotiko - Skunk D.F. - Desastre - A.R.D.E.N - Yelko
- 2014. Boikot - Obús - Segismundo Toxicomano -  Vita Imana - Desastre - Karne Cruda
- 2015. Non Servium - Narco - Desakato - Oferta Especial - Desastre - Poetas de Botella
- 2016. Lendakaris Muertos - La Raíz - Desastre - Sez-Naus - Rat-Zinger - Misiva
- 2017. Riot Propaganda - Kaos Urbano - Los de Marras - Leize - Desastre - SinBat
- 2018. Russkaja - Trashtucada - Sínkope - Radiocrimen - Desastre - 4 de copas
- 2019. Talco - Koma - Los Barones - Dskarrila - Desastre - Los Escapaos
- 2020. Dubioza Kolektiv  - Desastre - Duro. Debido a la crisis sanitaria derivada del  Covid-19 el festival se realizó por streaming
- 2021. El Drogas - El Niño de la Hipoteca - Isabel Marco - Desastre - La Última y nos Vamos